# 凱斯特銀漢魚屬
凱斯特銀漢魚屬為輻鰭魚綱銀漢魚目銀漢魚科的其中一屬。

## 分類
- 短吻凱斯特銀漢魚(Kestratherina brevirostris)
- 梭形凱斯特銀漢魚(Kestratherina esox)

## 扩展阅读
- 維基物種上的相關：凱斯特銀漢魚屬